# M4 (carabină)
Carabina M4 sau M4A1 este o armă automată fabricată în Statele Unite ale Americii din anul 1987 și folosită până în prezent de armatele mai multor țări inclusiv Armata Română. Predecesorul armei este M16/M16A1.